# Criza economică din 1899-1901
Criza economică din 1899-1901 a reprezentat prima criză economică majoră prin care a trecut statul român după cucerirea independenței în 1877. Cauzele ei au fost unele de profunzime, care țineau de structura economiei românești, una aproape exclusiv dependentă de agricultură. Ea a fost totodată și o „criză de creștere”, venind după două decenii de dezvoltare economică continuă, dar nesustenabilă pe termen lung, care a fost bazată pe executarea de mari lucrări publice de infrastructură finanțate cu împrumuturi externe. Criza a avut doi factori declanșatori imediați: unul de natură internă – compromiterea producției agricole a anului 1899 în urma unei secete prelungite de peste 10 luni – și unul extern – diminuarea posibilităților de atragere de fonduri de pe piețele externe, ca urmare a evoluțiilor de pe piața mondială, respectiv declanșarea Războiului Burilor în Africa și a Răscoalei Boxerilor în China.
Criza a avut ca efecte: scăderea producției agricole cu 65%, diminuarea cu 48% a veniturilor din importuri, un deficit bugetar fără precedent de 35 de milioane de lei, creșterea nivelului dobânzilor și încetarea creditării, falimente, reduceri semnificative ale aparatului bugetar și cheltuielilor bugetare, etc. Pentru contracararea efectelor crizei guvernul a apelat la un împrumut extern de 175 milioane de lei, în condiții nu foarte avantajoase. Tot la un împrumut extern a fost nevoită să apeleze și Casa de Depuneri și Consemnațiuni, pentru a evita încetarea de plăți.
Cu toate acestea, politicile financiar-bugetare ale celor două guverne conservatoare care s-au aflat la conducerea țării în această perioadă, conduse de Gheorghe Grigore Cantacuzino și Petre Carp, nu au reușit să redreseze situația, regele Carol I decizând în iulie 1901 să cheme la guvernare Partidul Național Liberal. Aceasta a aplicat un program de austeritate severă, bazat pe reducerea drastică a cheltuielilor bugetare, care a permis reechilibrarea bugetului. Acest plan a avut totuși o consecință negativă importantă, reprezentată de sistarea practică a cheltuielilor pentru apărare, care a avut ulterior ca efect lipsa de dotare cu armament, muniție și tehnică de luptă a Armatei României la izbucnirea Primului Război Mondial.
Criza a avut și urmări pozitive, conducând la adoptarea unor măsuri destinate unei mai bune funcționări a aparatului de stat și instituțiilor financiar-bancare, fapt care a permis contracararea efectelor situațiilor ulterioare de criză economică cu care s-a confruntat statul român, precum și intrarea țării într-un ciclu de dezvoltare accelerată care a făcut ca, în numai un deceniu, Regatul României să atingă nivelul maxim al dezvoltării sale economice, în anul 1912.

## Cauze

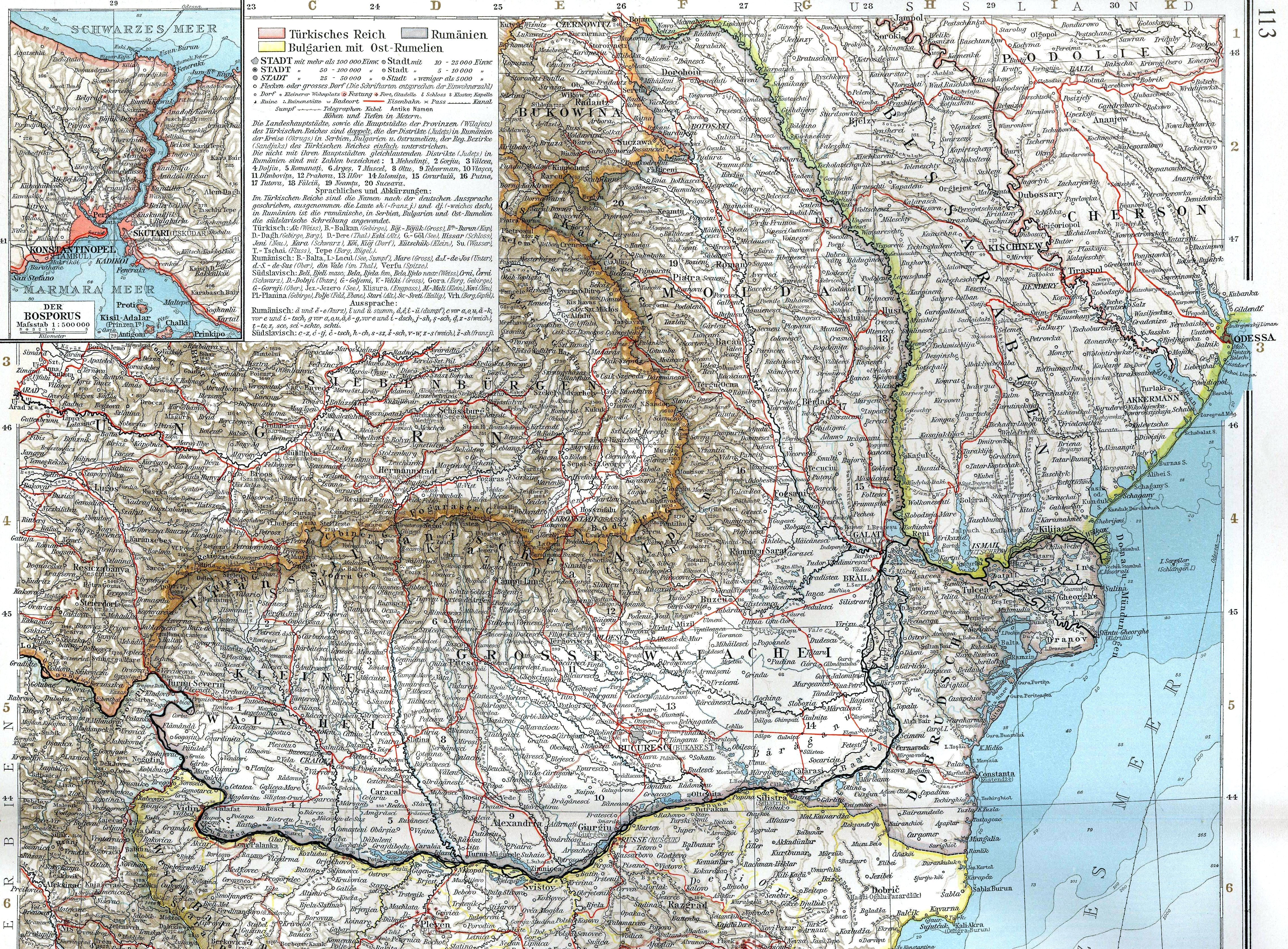
România la începutul secolului al XX-lea. Hartă

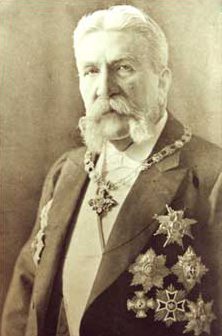
Gheorghe Grigore Cantacuzino, președintele Consiliului de Miniștri, aprilie 1899-iulie 1900

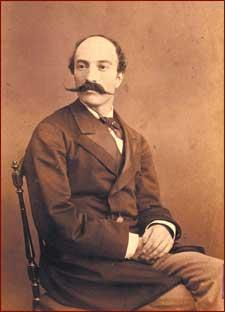
Petre P. Carp, președintele Consiliului de Miniștri, iulie 1900-februarie 1901

Criză economică din 1899-1901 a avut trei mari cauze profunde, care țineau de dezechilibrele economice și financiare structurale ale tânărului stat român, care-și cucerise independența cu numai 20 de ani mai înainte. O analiză publicată într-unul din numerele din 1900 ale Revistei Economice combătea ideea că criza comercială și financiară fusese declanșată doar de recolta proastă din acel an, argumentând că dacă doar recolta din 1900 și lipsa de export ar fi fost de vină, criza n-ar fi izbucnit înainte de recoltă. În fapt, simptomele „unei slăbiciuni financiare” se manifestaseră încă de la începutul primăverii în toate domeniile vieții comerciale și economice, iar o recoltă mai bună ar fi putut doar amâna, dar nu evita declanșarea crizei.
Prima cauză a fost vulnerabilitatea foarte mare a economiei României, din cauza structurii economice dependente într-o proporție covârșitoare (de peste 80%) de producția și comerțul cu cereale.:p. 7 Deși conștienți de această dependență critică și de impactul sever pe care o producție agricolă slabă îl putea avea asupra țării, guvernele succesive au preferat să ignore acest lucru, veniturile din agricultură întorcându-se doar într-o mică măsură în îmbunătățirea acestui domeniu vital:
„Am tăiat codrii, am secătuit pământul, care ne răsplătea cu atâta belșug și dragoste munca! I-am supt vlaga nedându-i nimic în schimb. Să ne gândim puțin: ce am făcut noi pentru agricultură? Cu banii primiți pe recolte de atâta amar de ani, ne-am îndestulat în lux si capriții, ne-am făcut clădiri, cum nu se găsesc în cele mai bogate orașe din Europa; am trimes peste hotar grâul și alte cereale, iar în schimb ne-au venit articole de lux, care aprind poftele nesățioase; iar pentru agricultură nimic sau aproape nimic. Căci pentru milioanele stoarse din pământ nu reprezintă nimic cele câteva mașini ori câteva șuri proaste.”
O a doua cauză a constituit-o lipsa unor politici economice care să prevadă, să prevină și să atenueze efectele pe care apariția unei situații dificile în domeniul producției agricole le avea asupra întregii societăți. Pentru România, recoltele agricole slabe, seceta sau ploaia excesivă au însemnat criză, dificultăți bugetare, stagnare.:p. 251
„O recoltă rea se poate întâmpla în orice țară, dar posibilitatea ei e favorizată la noi din cauza lacunelor și lipsei de maturitate din sistemul economic uzitat în România. Criza e pedeapsa neprevederii noastre și nimic mai mult. În comerț, cu atât mai mult în agricultură, se poate întâmpla un an rău cum a fost acesta. Dacă am fi fost cumpătați în cheltuieli și buni administratori agricoli, s-ar fi simțit o neînsemnată stinghereală și atâta tot.” —„Motivele prealabile ale crizei”, în Revista Economică, 1900
Cea de-a treia cauză de profunzime era reprezentată de înapoierea tehnologică și infrastructura agricolă deficitară, ceea ce crea dificultăți și dependență pentru economia românească de prețurile cerealelor de pe piețele occidentale, inundate de produse agricole aduse din SUA, Argentina sau Extremul Orient, realizate cu mașini perfecționate și transportate în condiții ieftine.:p. 251 După cum consemna publicația Revista Economică într-unul din numerele sale din 1900, „se face atât de puțin pentru îmbunătățirea vitelor, pentru stabilirea de livezi artificiale, pentru ameliorarea ogoarelor, pentru cultivarea pământului neîntrebuințat, pentru împăduriri, regulări de fluvii și irigațiuni. Toate aceste lipsuri au contribuit, împreună cu agricultura de jaf, calculată numai spre a produce momentan, au făcut ca efectul recoltei cele rele de est-an să fie mai mare și mai simțitor decât dacă pământul se cultiva mai îngrijit și dacă metoda economică ar fi coprins toate ramurile producțiunei agricole.” Edificator pentru acest aspect este faptul că în 1900, aproape 472.000 de gospodării, reprezentând circa 40% din total, nu aveau nici un fel de animale de povară, activitatea agricolă bazându-se exclusiv pe munca manuală a membrilor familiilor.:p. 176
În același timp, ea a fost și o „criză de creștere” specifică economiei de tip capitalist, venind după două decenii de dezvoltare economică continuă, dar nesustenabilă pe termen lung. Motorul creșterii economice l-a reprezentat efortul general de modernizare a țării după cucerirea independenței, prin executarea de mari lucrări publice de infrastructură finanțate cu împrumuturi externe. După cum arăta ministrul de finanțe Take Ionescu la prezentarea bugetului anului 1900, România era o țară care s-a obicinuit de 18 ani să introducă în fiecare an, în viața ei economică, o medie de 45 până la 50 de milioane de lei, bani streini. Ei bine, astăzi a încetat această perioadă a vieței noastre economice, și era evident ca ea să înceteze. Un an mai târziu, situația țării a fost surprinsă de economistul Emil Costinescu, în alocuțiunea la adoptarea bugetului pe anul 1901:
„De mulți ani trăim cu toții, stat și țară, într-o viață economică factice; ne bucurăm de un belșug care nu este bunul nostru propriu; ne regulăm cheltuielile după venituri care nu sunt produsul muncii noastre proprii; ne amețim de o părută prosperitate, care nu izvorăște din dezvoltarea firească și din acumularea avuției naționale, ci din contră, din acumularea datoriilor contractate de stat în străinătate. Trăim ca risipitorul, care, pe temeiul unei modeste averi moștenite, își dă pe calea împrumuturilor iluzia unei mari bogății și merge repede la ruină.”
Această dezvoltare a condus la acumularea unor dezechilibre economice și financiare structurale. De la 1878 până la 1898 bugetul României se dublase: de la 117 milioane în 1878, la 236 milioane în 1898. În epocă, numai bugetul Japoniei, după războiul victorios împotriva Chinei, mai cunoscuse o asemenea evoluție. Datorită acestei prosperității economice, România a putut obține în două decenii, după războiul independenței, împrumuturi în condiții relativ favorabile și grație acestora, toate guvernele au sporit cheltuielile provocate de lucrările mari de infrastructură: căi ferate, poduri, docuri, universități, școli, cazărmi etc.:p. 125 În cuvintele lui Take Ionescu:
„Această propășire economică care a urmat după război s-a datorat unei mari ușurințe de a împrumuta pentru tezaur și această ușurință de a împrumuta, la rândul său, ne-a încurajat să ne avântăm în acele lucrări extraordinare de care aveam o sete firească, pentru că ardeam de nerăbdare de a recâștiga dintr-o dată, într-o singură generație, întregul timp pierdut. Dar de ceea ce nu ne-am dat bine seama, a fost în ce măsură această propășire financiară se datora acestui influx de bani împrumutați și mișcării economice creată de lucrările mari. Nu ne-am dat seama că acest soi de creștere nu se bizuia numai pe factori naturali, ci în mare parte pe acest factor artificial al împrumuturilor, care inevitabil era sortit să înceteze într-o zi sau alta.”:p. 25
Criza a avut doi factori declanșatori imediați: unul de natură internă – compromiterea producției agricole a anului 1899 în urma unei secete prelungite de peste 10 luni – și unul extern – diminuarea posibilităților de atragere de fonduri de pe piețele externe, ca urmare a evoluțiilor de pe piața mondială, respectiv declanșarea războiului burilor în Africa și a Răscoalei Boxerilor în China.:p. 159

## Evoluția crizei

### Criza producției agricole

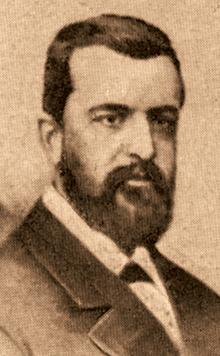
Nicolae Fleva, ministrul agriculturii

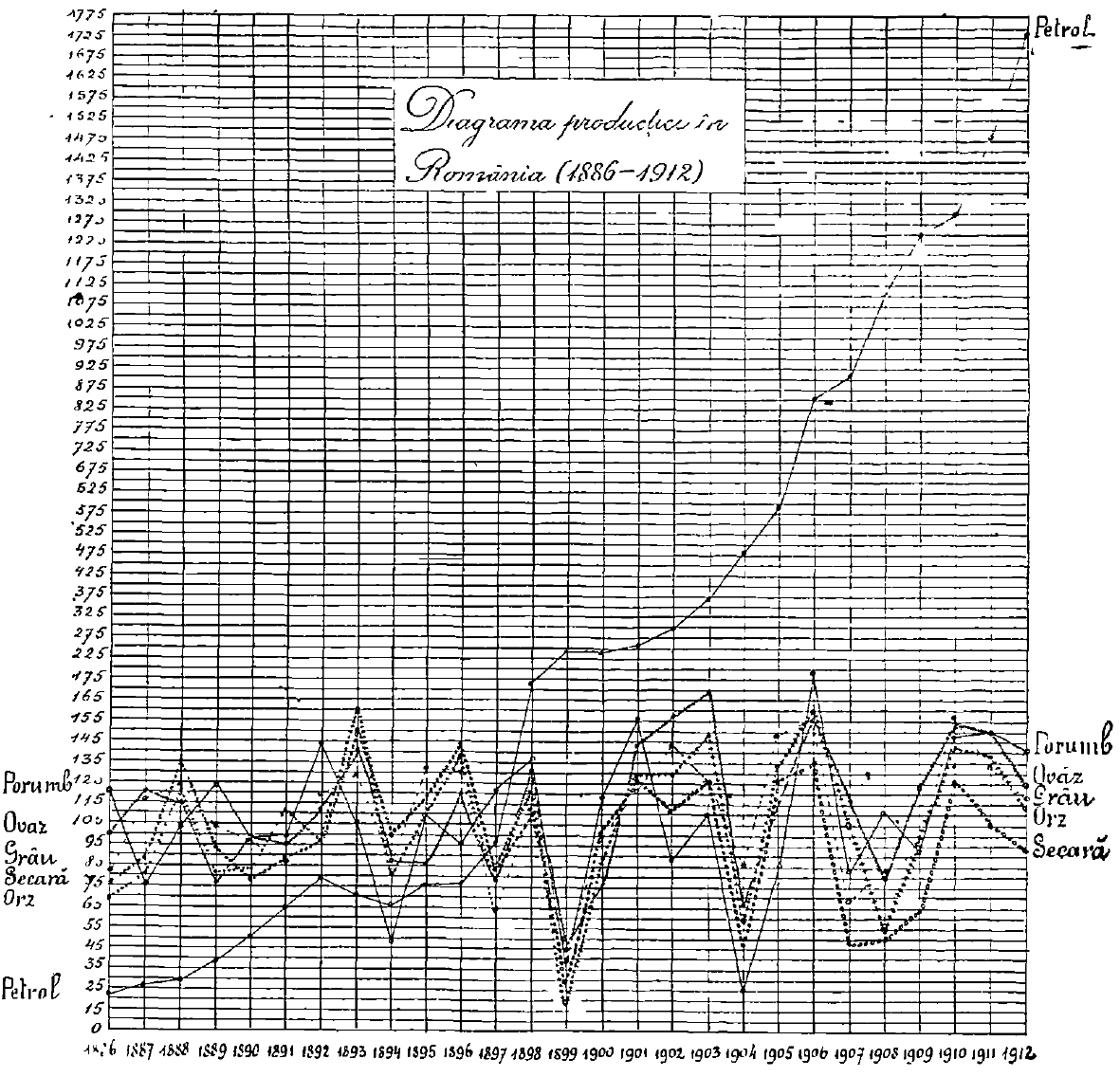
Producția de cereale, 1886-1912

Compromiterea aproape în totalitate a producției agricole a anului 1899 a avut un impact economic major asupra economiei și finanțelor României. Deși cantitățile de precipitații căzute în anii 1898 și 1899 au fost aproape de mediile multianuale (511 respectiv 527 mm/m2 față de media de 562 mm/m2 înregistrată în perioada 1880-1910), particularitatea a fost reprezentată de repartiția lor temporală, acestea căzând practic exclusiv în primăvara lui 1898 și toamna lui 1899, între aceste două perioade existând un interval de 10 luni (septembrie 1898 - iulie 1899) în care s-a înregistrat o secetă severă.:p. 115
România mai cunoscuse și până atunci ani secetoși, dar în nici unul nu fuseseră afectate atât culturile de toamnă cât și cele de primăvară. Astfel, dacă producția medie de cereale a României în ultimii 20 de ani ai secolului al XIX-lea era de circa 65.000.000 hectolitri/hectar, în anul cel mai secetos de până atunci ea scăzuse la 57% (38.000.000 hectolitri/hectar în 1897). Producția agricolă a anului 1899 a fost de numai 23.000.000 hectolitri/hectar de tone, adică numai 35% din producția unui an mediu.
Pe grupe de cereale situația a fost următoarea (producțiile diferitelor tipuri de cereale sunt exprimate în hl/ha iar producția totală anuală în mii de hectolitri)::p. 102
| Anul              | Porumb | Grâu | Secară | Orz  | Ovăz | Total  |
| ----------------- | ------ | ---- | ------ | ---- | ---- | ------ |
| Media multianuală | 13,6   | 14,8 | 15,4   | 16,2 | 19,6 | 65.232 |
| 1898              | 16,9   | 14,2 | 13,9   | 16,0 | 20,0 | 75.787 |
| 1899              | 4,8    | 5,5  | 3,7    | 2,5  | 7,1  | 23.460 |
| 1900              | 14,7   | 12,6 | 12,9   | 11,7 | 12,0 | 60.268 |
| 1901              | 12,4   | 15,6 | 16,0   | 17,0 | 22,0 | 84.459 |

Totodată seceta a făcut imposibilă asigurarea cantității de fân necesare hrănirii animalelor, în special a cailor cavaleriei armatei, ceea ce a impus efectuarea în regim de urgență a unui import de fân din Imperiul Austro-Ungar.:p. 165
Parlamentul a votat un credit extraordinar de două milioane de lei pentru cumpărarea de fân pentru vitele armatei, dar ministrul agriculturii Nicolae Fleva dispune achiziționarea de fân în valoare de șapte milioane de lei. La livrarea mărfii afacerea se va transform într-un mare scandal public atunci când se va constata că fânul era de slabă calitate și mare parte din el deteriorat și inutilizabil. Litigiul s-a judecat de o curte de arbitraj din Budapesta ajungându-se după luni de pertractări la anularea contractului și pierderea banilor plătiți de statul român.:pp 121-122:p. 229
Toate acestea au dus la scăderea dramatică a veniturilor realizate din exporturile de cereale, de la 283 milioane de lei în 1898 la numai 149 milioane de lei în 1899 (o reducere cu 48%), ceea ce a cauzat și o diminuare proporțională a veniturilor la bugetul de stat.:p. 104

### Criza financiară
Criza financiară și-a avut sorgintea din optimismul cu care se încheie la noi bilanțurile comerciale și financiare și a avut ca principale cauze structurale:
- supraîndatorarea agenților comerciali față de capitalul de care dispuneau: majoritatea comercianților noștri lucrează cu un credit și cu cheltuieli care nu stau în raport cu capitalul lor. Ei nu pot deci ieși bine cu socoteala decât atunci când obțin un debușeu favorabil și cad în încetare de plăți imediat ce debușeul rămâne mai mic decât maximul, pe care îl presupun greșit ca medie;
- creșterea nejustificată a prețului arenzilor ceea ce făcea exploatațiile agricole nerentabile în anii nefavorabili: arendașii noștri, influențați de câțiva ani de recoltă și exportațiune bună, au ridicat arenzile așa de sus că, nu ies în câștig decât în anii cei buni;
- supraevaluarea veniturilor și subdimensionarea cheltuielilor la întocmirea bugetelor statului: obiceiul nostru de a fixa cheltuielile statului nu după minimal, ci după maximul de venituri realizabil numai în împrejurări în total favorabile.[1]

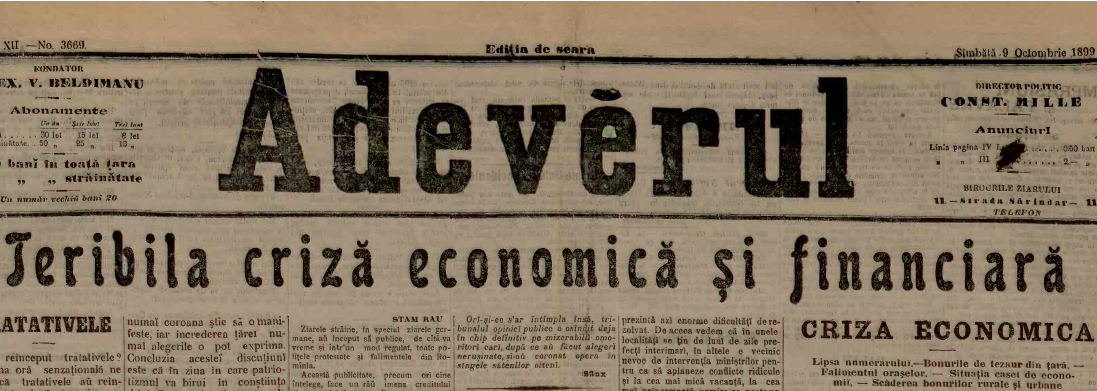
Criza economica 1899-1901

Criza financiară, a fost determinată astfel, nu atât de lipsa de lichidități, cât de lipsa unor reglementări specifice ale fragilului sistem financiar bancar românesc.
De exemplu, în legea de înființare a Casei de Depuneri, Consemnațiuni și Economie, din 1876 a fost omisă reglementarea împrumuturilor făcute statului. Acestea nu erau limitate și nu erau garantate material, ci doar prin solvabilitatea morală a statului. Se presupunea că statul, în calitate de garant a tuturor operațiunile casei, era cel mai interesat de menținerea încrederii publicului în această instituție, de pe urma căreia trăgea foloase, deci nu s-a avut în vedere eventualitatea nerambursării împrumuturilor contractate de stat. Criza din 1899-1901 a dovedit că politica de a lega operațiunile CEC numai de creditarea statului nu a fost una prudentă, deoarece criza bugetară a statului și imposibilitatea acestuia de a acționa în ajutorul CEC a atras inevitabil și criza instituției de credit.:pp 171-172

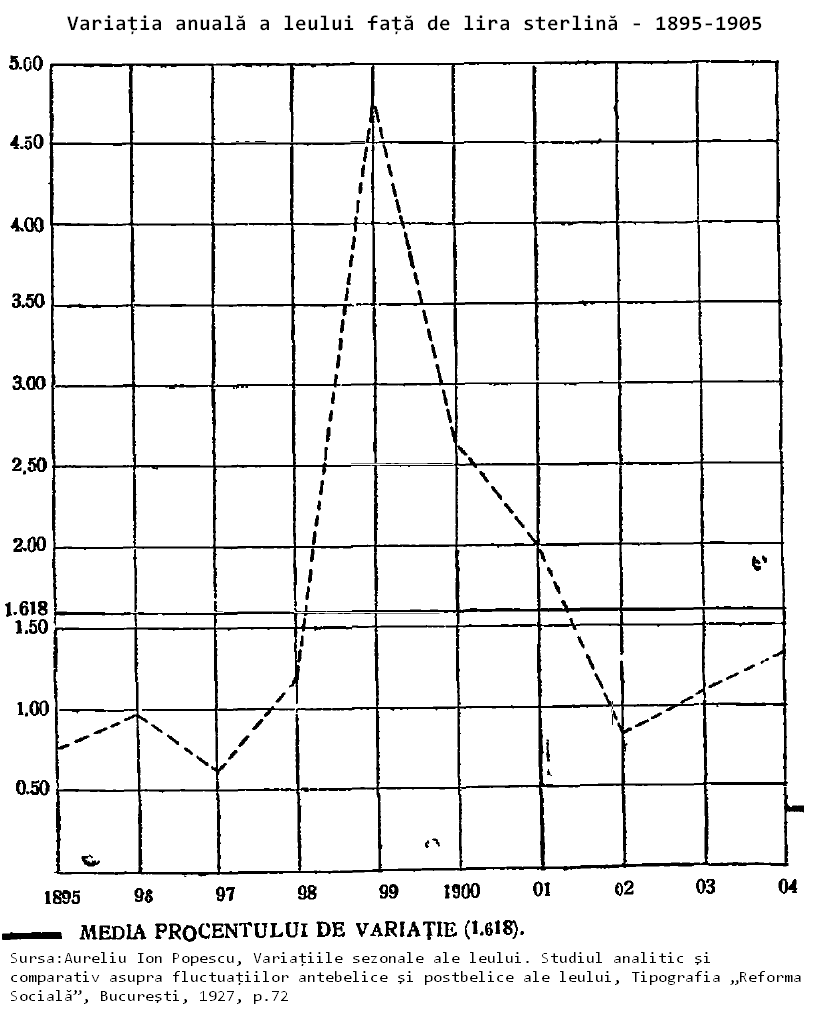
Variația cursului de schimb al leului, 1895-1905

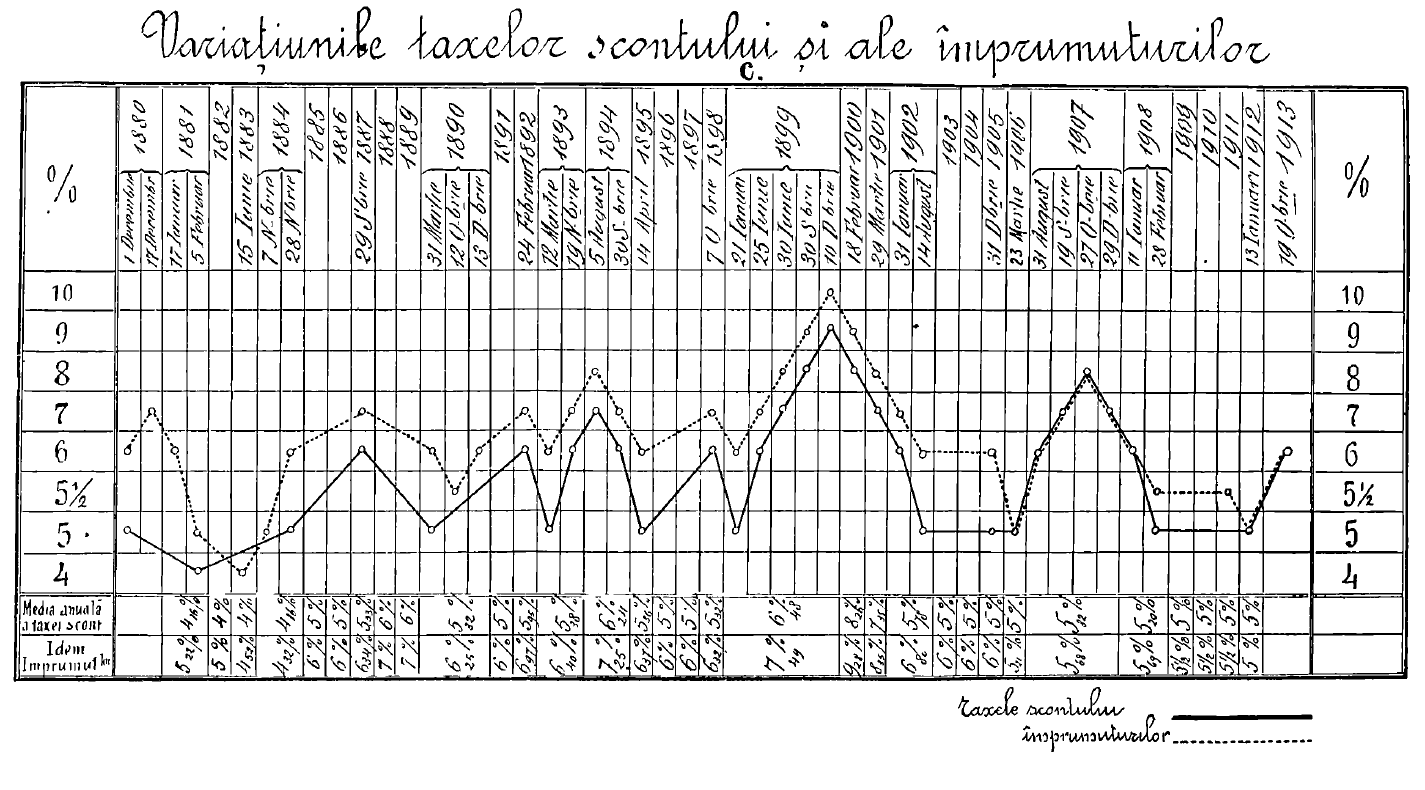
Variația taxei de scont, 1886-1912

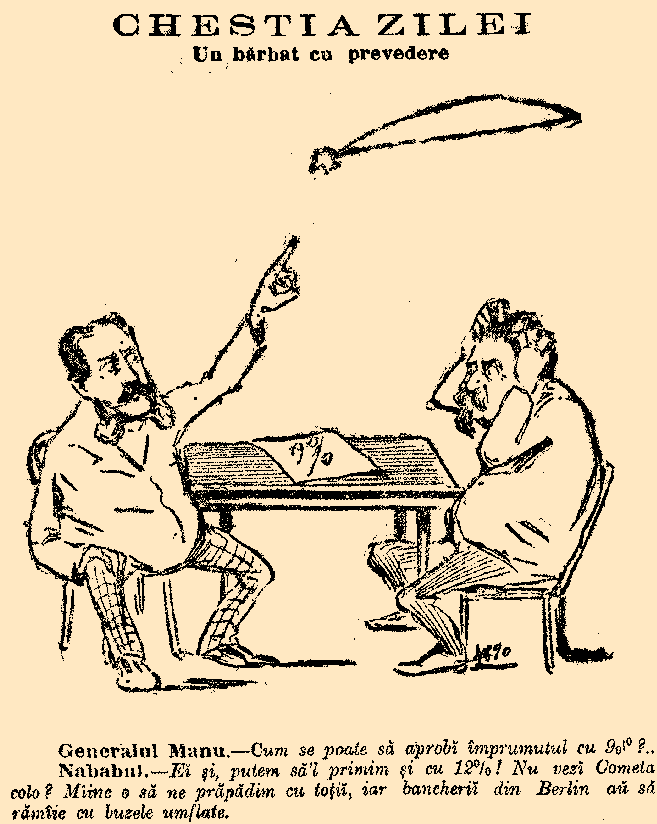
Caricatură apărută în ziarul Adevărul, satirizând condiţiile nefavorabile în care guvernul conservator a realizat împrumutul extern

Intensitatea crizei din 1899 reiese din analiza balanței comerciale, care a înregistrat un deficit enorm, de aproape 50%, în cifre absolute 184 milioane lei aur (importuri - 333 milioane, exporturi – 149 miliarde). Deficitul balanței comerciale coroborat cu deficitele bugetare record - 35,4 milioane lei (15,5%) în 1899 și 27 milioane lei în 1900 - a pus statul român într-o poziție foarte dificilă.:pp 125-128
Din a doua jumătate a anului 1897 începuse să se resimtă o stare de tensiune financiară din cauza situației internaționale, marile bănci transferând, pentru mai multă siguranță, importante cantități de aur din Europa în Statele Unite ale Americii. În condițiile sistemului monetar metalist, bazat pe etalonul-aur, lipsa aurului a început să se resimtă tot mai mult pe piețele europene, având ca urmare urcarea ratelor dobânzilor.:p. 125
Deși încorsetată în prevederile rigide ale legii de funcționare, care îi impunea păstrarea unui stoc metalic (aur) de minim 40%, Banca Națională a reușit să asigure echilibrul monetar prin importul de aur și modificare ratelor de schimb și ale dobânzii, fără a apela la emisiunea de monedă.
Deși la începutul anului 1899 Banca Națională avea o rezervă metalică destul de puternică, de peste 51%, cererile de schimb de bilete contra aur fiind foarte numeroase, rezerva metalică ajunsese aproape la limita legală.:p. 155,157 Pierderile înregistrate nu au fost semnificative (130.000 lei în 1899 și 230.000 în 1900), fiind recuperate în următorii doi ani.:p. 127
Perioada de vârf a crizei, atât pentru piața comercială cât și pentru finanțele publice, a fost între decembrie 1899 și februarie 1900, când Banca Națională a fost nevoită să ia măsura fără precedent de a urca ratele scontului și lombardului la 9% și respectiv 10%, valorile maxime din întreaga istorie a băncii de până la Primul Război Mondial (vezi graficul alăturat).:pp 139-140 Totodată, în decembrie 1899 cursul de schimb atinge maximul istoric în raport cu principalele valute, precum și cea mai mare variație anuală, de 4,76%, (de aproape trei ori mai mare față de media multianuală de 1,62%):pp 8-10
Rămânea, pentru rezolvarea crizei, o singură soluție: contractarea unui nou împrumut în străinătate. Generalul Manu, ministrul de finanțe, a încercat să-l contracteze în Germania, dar nu a reușit, considerând condițiile ca nefiind satisfăcătoare.:p. 229 În loc să înțeleagă că piața financiară era slabă în Europa, d-lui s-a gândit la persoana sa; și putând face în primăvară un împrumut relativ ieftin, nu l-a făcut pentru că nu a vroit să admită condițiuni mai grele decât cele obținute de d-nii Ghermani și Cantacuzino. Pe urmă tot a fost obligat să-l facă, și l-a făcut mai rău.:pp 283-284
În cele din urmă statul român va împrumuta, în anul 1899, suma de 175 milioane lei, în bonuri de tezaur plătibile în 5 ani, cu o dobândă de 5% pe an. Contractul de împrumut a fost negociat de administratorul Domeniilor Coroanei, Ioan Kalinderu, la recomandarea expresă a regelui Carol I, cu un consorțiu de bănci germane conduse de banca Disconto-Geselschaft. Clauzele împrumutului erau nefavorabile, cerând ca guvernul român să nu mai încheie nici un alt împrumut până la lichidarea acestuia și nici să nu uzeze de sumele rămase neutilizate încă din creditele anterioare, ele impunând statului român să-și retragă legile votate și promulgate în suveranitatea sa.:p. 425:p. 230:p. 626

### Criza bugetară
Prin crearea unor noui dări și sporirea unora din dările actuale, bine alcătuite și deopotrivă repărțite, și prin inaugurarea unei eri de economii, cari nu Mă îndoiesc că vor fi duse mai departe, ați reușit să dați Regatului un buget bine așezat și la adăpost de orice surprinderi.
V'ați arătat astfel la înălțimea situației, iar țara, care a primit voios să facă noui jertfe, a dat încă o dovadă de înțelepciune și maturitate politică.” 

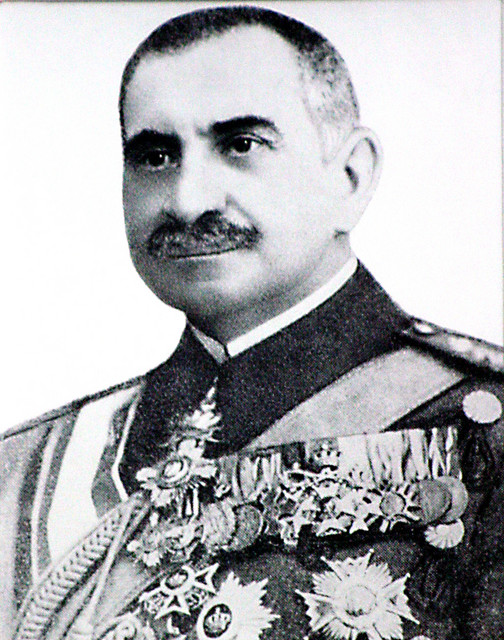
Generalul Gheorghe Manu, ministru de finanțe

La 11/23 aprilie 1899 s-a constituit guvernul conservator condus de Gheorghe Grigore Cantacuzino, în care funcția de ministru al Finanțelor era deținută de generalul Gheorghe Manu.:p. 128 În aceeași zi (30 martie/11 aprilie) cu demisia guvernului anterior (Sturdza II), s-a produs moartea liderului conservator Lascăr Catargiu, căruia îi fusese încredințat de către rege mandatul, astfel că Partidul Conservator a fost nevoit să aleagă de urgență un nou conducător. Facțiunea junimistă a fost subreprezentată la ședința Comitetului executiv, la care au participat doar 9 din 22 de membri, astfel că Gheorghe Grigore Cantacuzino a fost ales președinte, motiv de tensiuni în partid. Regele i-a încredințat acestuia conducerea guvernului, după ce o variantă liberală cu D. Gianni a căzut.:pp. 103-104 În consecință, ministerului Cantacuzino îi lipseau personalitățile politice, cu excepția lui Take Ionescu, care avea cea mai mare influență,:p. 104 astfel că avea să fie consemnat drept o guvernare de tranziție către o guvernare conservatoare mai largă.:p. 106
Programul întocmit de guvern în vederea alegerilor a fost ridiculizat de presa opoziției pentru nerealismul vastelor planuri preconizate (prin raportare la buget).:p. 104
Guvernul a început prin a-și justifica greutățile în gestionarea situației pe „moștenirea grea” primită de la guvernarea liberală. Deși nu contesta acest fapt, Adevărul din 9 octombrie 1899 observa că cei care își luaseră sarcina de-a conduce Partidul Conservator au făcut tot posibilul să încurce moștenirea grea. În același timp, referindu-se la noul ministru de finanțe ziarul Adevărul scria că nimeni n-a uitat cuvântările sale din parlament, ca ministru de finanțe și mai în urmă de interne, care erau monumente de inconștiență și inabilitate. Trecerea sa prin aceste două departamente și modul cum le-a administrat vor rămâne de pomină.
Iar Petre P. Carp caracteriza astfel competența ministerială a generalului Manu: Domnul ministru de finanțe de atunci poate nu și-a dat seama de situațiunea în care se aflau piețele europene, căci d. general Manu este cunoscător de toate amănuntele lucrurilor de la noi, se vede însă că nu tot așa de competent este în judecarea stărei piețelor financiare din Europa.:p. 283
Guvernul s-a confruntat încă de la început cu efectele celei mai mari crize economice pe care o cunoscuse România până atunci. Începuturile acestei crize, care se manifestaseră încă de la sfârșitul guvernării liberale anterioare, când creditul statului român intrase în declin pe piețele europene, s-a accentua sub guvernarea conservatoare din cauza unei secete severe care a compromis complet producția agricolă a anului 1899, precum și a ineficienței și nepriceperii guvernului de a remedia criza financiară care bântuia în țară și care amenința să ia proporții dezastroase.:p. 229
Statul a fost surprins de criză cu o datorie flotantă neobișnuit de mare până atunci, ce se ridica la 65 milioane lei, pentru lucrări deja angajate, și alte 65 milioane lei pentru lucrări publice în curs de angajare. Pentru consolidarea acestei datorii flotante guvernul recurge în noiembrie 1899 la un împrumut extern de 175.000.000 lei de pe piața germană.:p. 344

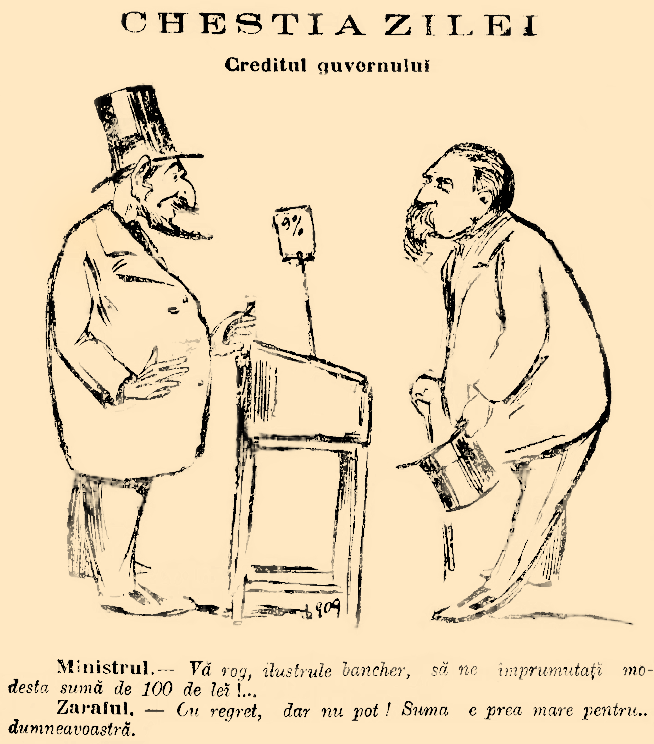
Caricatură apărută în ziarul Adevărul, satirizând lipsa bonităţii financiare a guvernului

În același timp, plata cuponului datoriei externe și a altor angajamente financiare externe reprezenta un alt element de presiune asupra finanțelor publice. Astfel, numai pentru anul 1900 din cantitatea de 119 milioane lei aur și devize trase de Banca Națională de pe piețele externe, peste 46 milioane lei au fost puse la dispoziția statului pentru aceste plăți.:p. 132
Noua guvernare conservatoare a anunțat, prin vocea lui Take Ionescu, implementarea unei noi „politici financiare” bazată pe trei direcții principale:
- stoparea angajării de noi lucrări publice de infrastructură și implicit a împrumuturilor externe, având în vedere serviciul foarte mare al datoriei externe. Epoca marilor lucrări s-a încheiat anunța programul Partidului Conservator, prezentat la Iași la începutul anului 1899.[9]:p. 29
- încurajarea intrării capitalului străin pe piața românească, ca alternativă considerată mai favorabilă la împrumuturile externe;
- întocmirea unui buget onest, deci adevărat, care să cuprindă toate cheltuielile statului și să se poată prevedea nivelul real al fondurilor necesare acoperirii acestora.[9]:pp 29-30

Cum a arătat în realitate acel buget „onest și adevărat” arată Petre Carp: [Take Ionescu] a venit cu un budget de 245 de milioane, cu un excedent de 7 milioane, și cu afirmațiunea că acei care se îndoiesc de bunătatea acelui budget nu sunt decât niște diletanți care nu merită a fi luați în seamă. Rezultatul l-ați văzut. Excedentul de 7 milioane s-a transformat într-un deficit de aproape 30 de milioane.:p. 284 În acest context, măsurile prevăzute nu au mai fost suficiente pentru echilibrarea situației financiare. Începând cu cel de-al doilea an al crizei, 1900, nemaiavând la dispoziție posibilitatea obținerii unui nou împrumut extern, guvernele atât conservatoare cât și liberale au trebuit să identifice alte resurse pentru finanțarea deficitelor, care au cuprins în principal trei seturi mari de măsuri economico-financiare: vânzarea sau privatizarea activelor statului, reforma sistemului de impozitare și reducerea cheltuielilor bugetare.:pp 77-78 :p. 344 Nici una din aceste măsuri nu a fost totuși de ajutor. Guvernul a aplicat pur și simplu prost unele dintre propriile sale programe și, în orice caz, nu a putut controla evenimentele economice din străinătate. :p. 121
Vânzarea sau privatizarea activelor statului

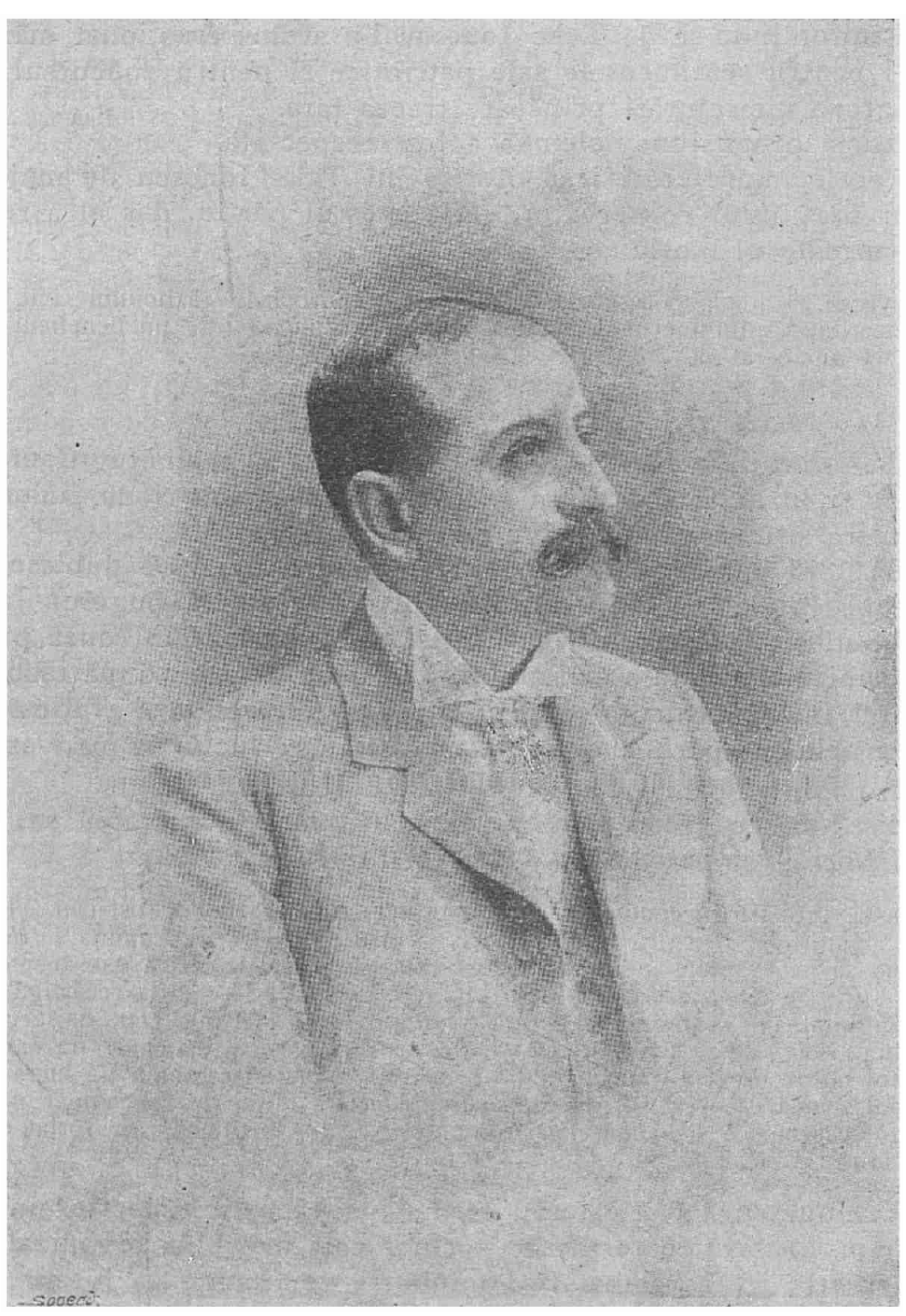
Take Ionescu, ministru de finanțe

În încercarea de a face față necesităților generate de criză, guvernele conservatoare au încercat aplicarea a patru măsuri care implicau înstrăinarea unei părți din activele și participațiunile statului:
- vânzarea cotei părți a statului din Banca Națională. Astfel, statul se retrage începând cu 1 ianuarie 1901 din asociația formată în 1880, între el ca subscriitor al unei treimi din capitalul Băncii Naționale a României și subscriitorii celorlalte două părți. În schimbul părții sale în capitalul și rezervele băncii, Statul a primit suma totală de 14.800.000 lei.[10]:pp 352-353 După cum arăta economistul Victor Slăvescu, Cedarea acțiunilor Băncii Naționale o putem privi ca o eroare, totuși ea nu a fost din cele ireparabile, căci banca noastră de emisiune nu și-a schimbat cu nimic caracterul ei și nici felul ei de a colabora la ridicarea economică a țării.[16]:p. 146
- cesionarea veniturilor monopolului hârtiei de țigarete, care urma să asigure statului un venit de 15.200.000 lei.[10]:p. 345
- vânzarea Societății Române de Navigație Maritimă unei companii private, care ar fi urmat să continue să navigheze sub pavilionul României.
- concesiunea terenurilor petroliere ale statului. Aceste ultime două măsuri s-au lovit de opoziția puternică a Partidului Național Liberal și a opiniei publice, guvernele conservatoare renunțând în cele din urmă la punerea lor în practică.[9]:pp 62-63

Reformarea sistemului de impozitare
Criza a găsit România cu același sistem de impozitare introdus de guvernarea conservatoare a lui Lascăr Catargiu din 1876. Guvernele succesive, din considerente mai mult electorale, au evitat să se implice în adaptarea acestuia la noile realități economice, astfel încât, după aproape un sfert de veac acesta devenise anacronic.:p. 78
Sub presiunea crizei, conservatorii au fost nevoiți să procedeze la reformarea acestui sistem, prin măriri ale nivelului unora dintre impozite precum și prin introducerea unor impozite noi, cele mai multe dintre acestea din urmă fiind impozite directe, menite a proteja marea masă a contributorilor și a muta povara fiscală asupra celor care erau beneficiarii direcți ai unor tipuri de venituri.
Astfel, Guvernul Gheorghe Grigore Cantacuzino a mărit valoarea impozitelor pe consumul de petrol, alcool, zahăr și tutun precum și a taxelor pentru transportul cerealelor pe calea ferată. Totodată a introdus o serie de impozite noi cum au fost: cele pe salarii și pensii, pe succesiuni directe, precum și taxele de timbru și de înregistrare pentru societățile bancare.:p. 32 Introducerea noilor impozite și în special cel asupra producției de băuturi alcoolice, care lovea în masa de țărani, avea să ducă la căderea guvernului Cantacuzino și înlocuirea acestuia cu un guvern condus de Petre Carp.:p. 122
La rândul său guvernul Petre Carp a introdus cinci noi impozite: funciar, pe capitalul mobiliar, pe patente, pe numirea funcționarilor și cel așa zis complementar. Toate acestea impozite ar fi trebuie să aducă încasări suplimentare de 18 milioane de lei într-un an mediu. Deși criticate vehement de liberalii din opoziție, acestea au fost păstrate când aceștia au ajuns la guvernare.:p. 33
Reducerea cheltuielilor bugetare
Una din primele măsuri de austeritate bugetară luate de guvernul Gheorghe Grigore Cantacuzino a fost oprirea angajării de noi lucrări publice, concomitent cu anularea procedurilor în deja în derulare care vizau obiective de infrastructură. Au fost oprite lucrările de modernizare a portului Constanța, s-a renunțat la construirea unor noi edificii publice, etc.:p. 31
Rezultatul acestor măsuri de austeritate a fost unul aproape catastrofal pentru economia României. Bugetul întocmit de Take Ionescu s-a încheiat cu un deficit de 35 de milioane lei, aproape dublul celui mai mare deficit înregistrat până atunci în istoria țării și care nu va fi depășit decât de deficitul bugetului anului 1917, când țara se afla în război cu două treimi din teritoriu sub ocupație.
Ele au dus, după numai șase luni de aplicare, la intrarea crizei economice în faza sa acută, în ultimele zile ale lunii iulie 1900, determinându-l pe rege să demită guvernul, la 7 iulie 1900, înlocuindu-l cu un guvern junimist condus de Petre Carp.:p. 128
Guvernul junimist condus de Carp nu a rezistat decât jumătate de an, regele decizând să cheme la guvernare pe liberali. La 14 februarie 1901 se formează un nou guvern liberal condus de Dimitrie A. Sturdza.:p. 128 La 26 martie 1901, guvernul prezintă în parlament un proiect de lege cuprinzând un set de măsuri destinate reechilibrării bugetului de stat.
Măsurile, numite de guvern „de economii”, au fost de fapt un program de austeritate bugetară severă: reducerea masivă a personalului plătit din fonduri publice, reducerea progresivă a salariilor bugetarilor între 2% și 20%, reducerea pensiilor, diminuarea altor drepturi salariale. Guvernul a reușit prin aceste măsuri trecerea de la un deficit bugetar de 35 milioane de lei în anul anterior, la un excedent bugetar de 21 milioane de lei în anul financiar 1901 – 1902.
Unul dintre domeniile care au suportat cele mai semnificative reduceri a fost cel al înzestrării armatei. Dimitrie Sturdza, care era și ministru de război, justifica aceste reduceri, într-un discurs pe timpul unei vizite la fortul Ștefănești, spunând că decât o mare oștire nepregătită, este mai bine să avem una numai de 100.000 oameni, dar bine pregătită. Rezultatul a fost nivelul deficitar de înzestrare cu tehnică modernă de luptă al Armatei României la începerea Primului Război Mondial.:p. 288

## Impact social
Avânturile sau depresiunile situației economice generale se manifestă îndeajuns de puternic în variațiile celor mai de seamă factori de natură social-morală ai poporațiunii. Efectele fluctuațiunilor economice nu rămân fără urme nici în mersul factorilor de natură organică, a acelor factori cari arată creșterea sau descreșterea popoarelor, adică puterea lor vitală actuală.:p. 130
Criza din 1899-1901 nu a făcut nici ea excepție de la aceasta, efectele ei resimțindu-se în profunzimea societății românești.
Viața de familie și relațiile sociale suferă mutații semnificative. Numărul căsătoriilor încheiate atinge minimul istoric al perioadei în anul 1900 (14% sub media multianuală) în timp ce numărul divorțurilor atinge maximul în același an (o creștere cu 40% față de media anuală și cu 34% față de anul precedent). Tot în anul 1899 ating maximele istorice numărul falimentelor (73% peste medie), al infracțiunilor (61% peste medie) și al sinuciderilor (17% peste medie).:p. 131
Statisticile mai consemnează o serie de efecte negative și dăunătoare ale crizei, cum ar fi: creșterea consumului de alcool (consumul de bere înregistrând maximul istoric de până atunci), concomitent cu scăderea semnificativă a economiilor populației.:p. 128
Criza a scos la suprafață clivajele existente în societatea românească foarte polarizată din punct de vedere economic, precum și lipsa solidarității între diferitele straturi ale societății, în vederea suportării poverii crizei.
„În Bulgaria principele Ferdinand a abandonat în folosul țărei lista sa civilă. La noi nu am auzit așa ceva. Dimpotrivă, regele își încasează regulat lista sa civilă și veniturile Domeniilor Coroanei fără ca să lase să cadă o fărâmitură măcar pentru îmbunătățirea stărei de plâns a țărei. Guvernul n-a putut face față plăților și a fost silit să reînființeze impozitul de 5 la sută pe lefurile funcționarilor.  Un singur funcționar al statului este scutit, în chip ilegal, de acest impozit și acela e Regele, care ar trebui după lege să fie supus la același impozit și pentru lista sa civilă și pentru aceea a prințului Ferdinand.”
De asemenea s-a produs un reviriment al curentelor naționaliste („chestiunea bulgară”) și antisemite. Ascuțita criză financiară determină cercurile conducătoare românești să îndrepte nemulțumirea internă pe încercatul drum al urei naționaliste.

## Consecințe și urmări

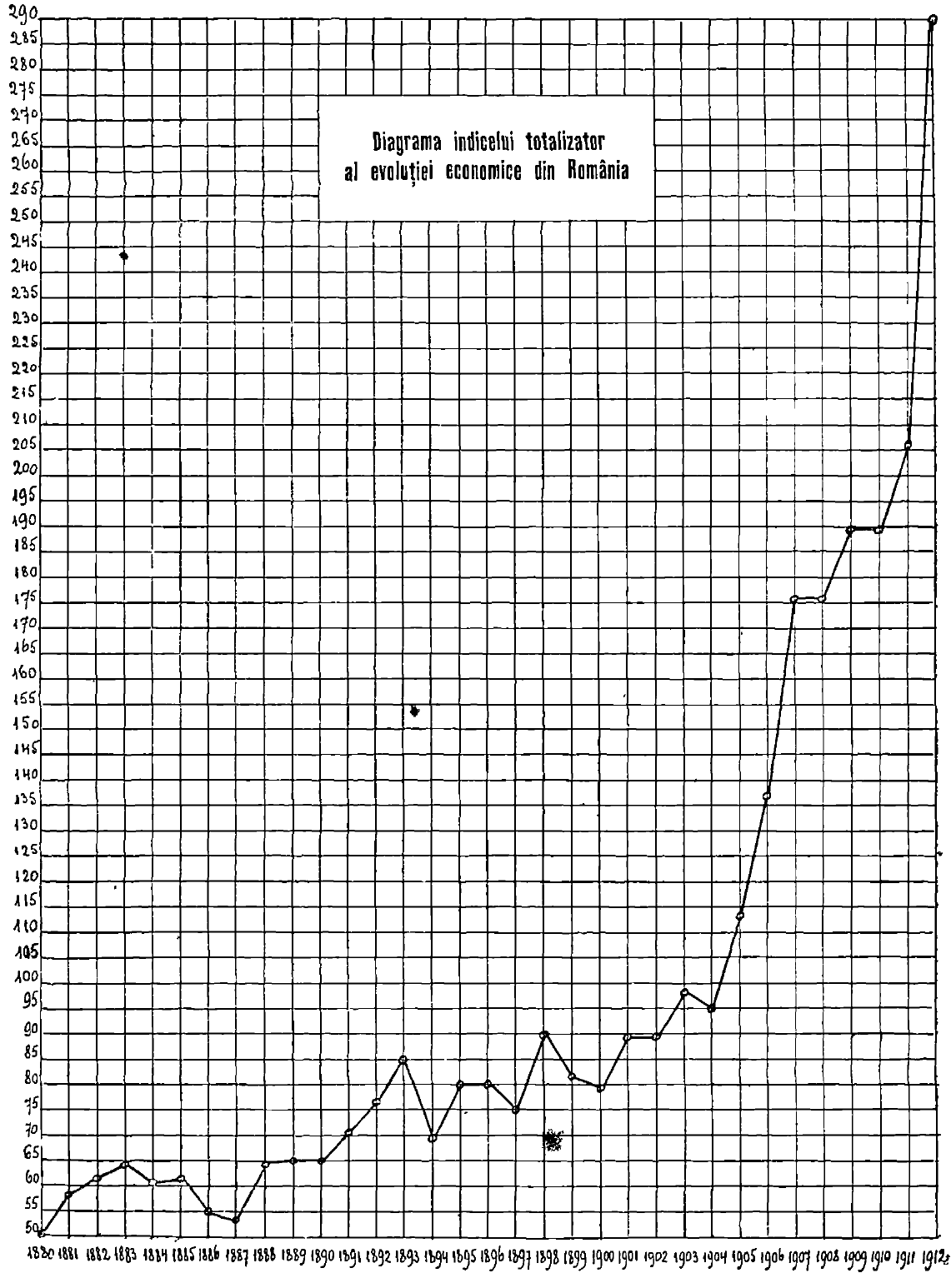
Evoluția economică a României - 1886-1912

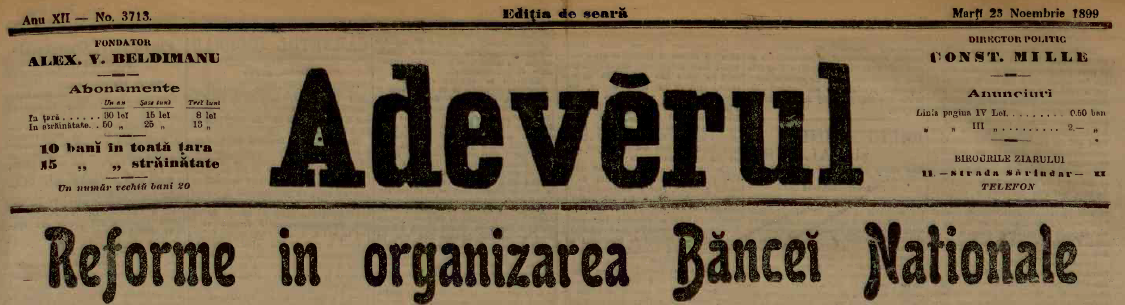
Reforma Băncii Naţionale a României

În 1932, Constantin Băicoianu scria că Criza economică din 1899-1901 a fost cea mai mare prin care trecuse România, criză ale cărei repercusiuni s-au resimțit până în 1905, când ieșirea din impas a țării fusese impulsionată de un export mare de grâu.:p. 624
Criza i-a determinat pe guvernanți să fie mai chibzuiți cu banul public, astfel încât pe timpul guvernării liberale care i-a urmat situația bugetară s-a ameliorat, nu numai datorită recoltelor bune, dar mai ales datorită menținerii timp de mai mulți ani consecutivi a unui nivel al cheltuielilor bugetare cu 25 de milioane de lei anual mai mici decât înainte de criză. Așa se face că deși, spre exemplu, anul agricol 1904 a fost iarăși un an cu producții slabe, bugetul de stat a încheiat exercițiul respectiv fără deficit.:p. 627
Totodată au fost luate măsuri de protejare a exportului de produse românești și descurajare a importurilor nenecesare, care s-au concretizat în elaborarea unui nou tarif vamal în anul 1904 (artizan Emil Costinescu), cu măsuri protecționiste și tarife diferențiate pe grupe de produse.:p. 8
Banca Națională a României a inaugurat din acest moment o nouă politică, menită să asigure un stoc de devize suficient pentru a face față situațiilor de criză provocate de perioadele de secetă. Devizele erau acumulate în anii în care exportul era bun și chiar și în anii de criză banca a preferat să cumpere aurul din străinătate, lăsând devizele intrate în țară din exporturi la dispoziția agenților economici, pentru a le permite desfășurarea normală a activității și, implicit, a ajuta la redresarea situației economice a țării.:p. 630
Au fost modificate de asemenea legile de organizare și funcționare ale celor două instituții financiare și de credit, respectiv Banca Națională și Casa de Depuneri și Consemnațiuni.
Pe fondul crizei economice din 1899-1901, a început și un proces semnificativ de emigrare a populației evreiești, în special a micilor comercianți și liber profesioniști, ale căror afaceri au fost serios lovite de criza din România. Conform datelor Alianței Israelite Universale între 1899-1904 au emigrat din România 50.000 evrei, iar până în 1914 au plecat aproximativ 90.000 de persoane, reprezentând o treime din întreaga populație evreiască din România de la acea dată.:p. 172